# Sarkophag der Larthia Seianti

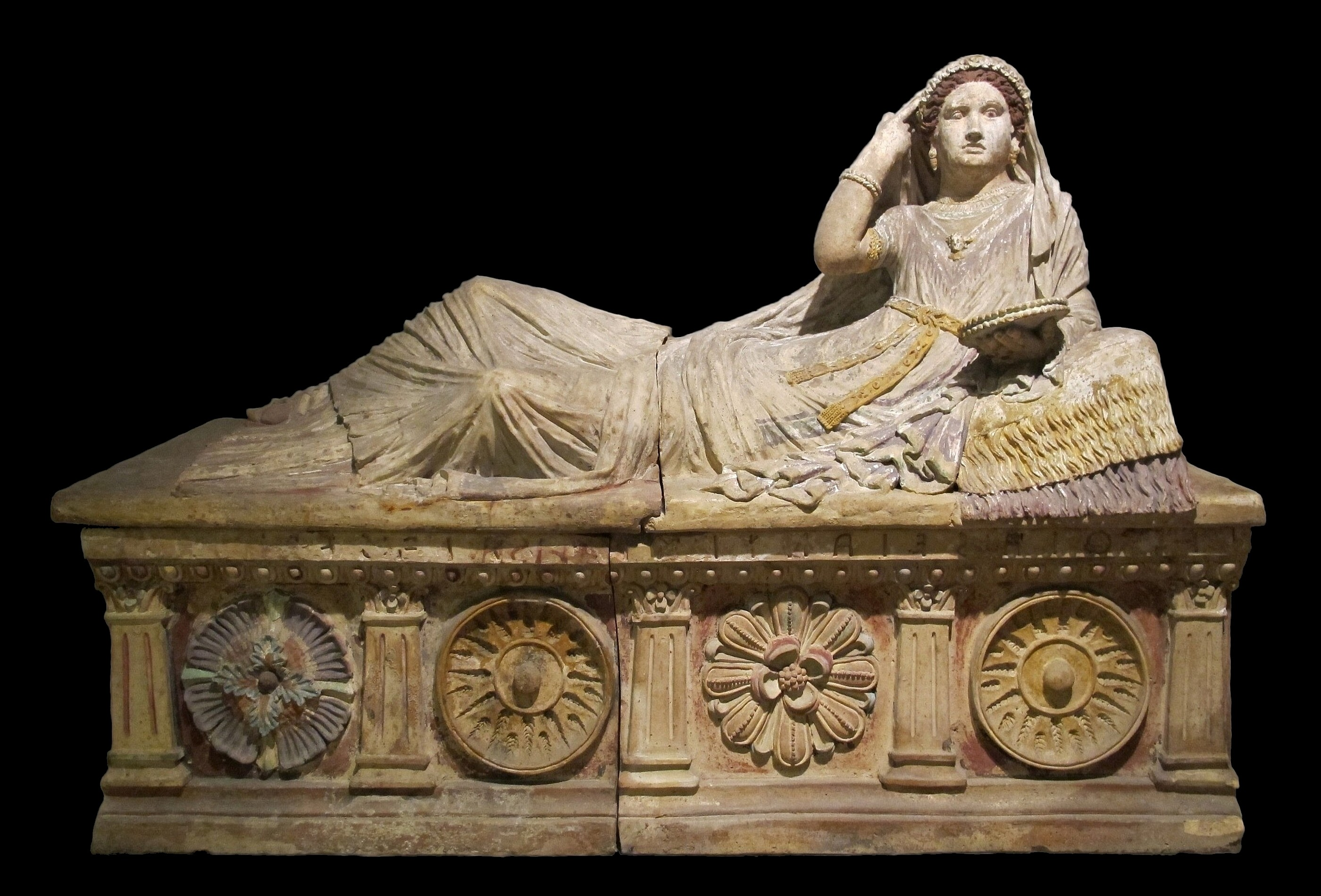
Sarkophag der Larthia Seianti

Der Sarkophag der Larthia Seianti ist ein etruskisches Artefakt aus dem 2. Jahrhundert v. Chr. und wurde 1877 in der Nähe von Chiusi entdeckt. Heute befindet sich der Sarkophag im Archäologischen Nationalmuseum von Florenz. Er zählt zu den bedeutendsten Werken der spätetruskischen Sepulkralkultur.

## Beschreibung des Sarkophags

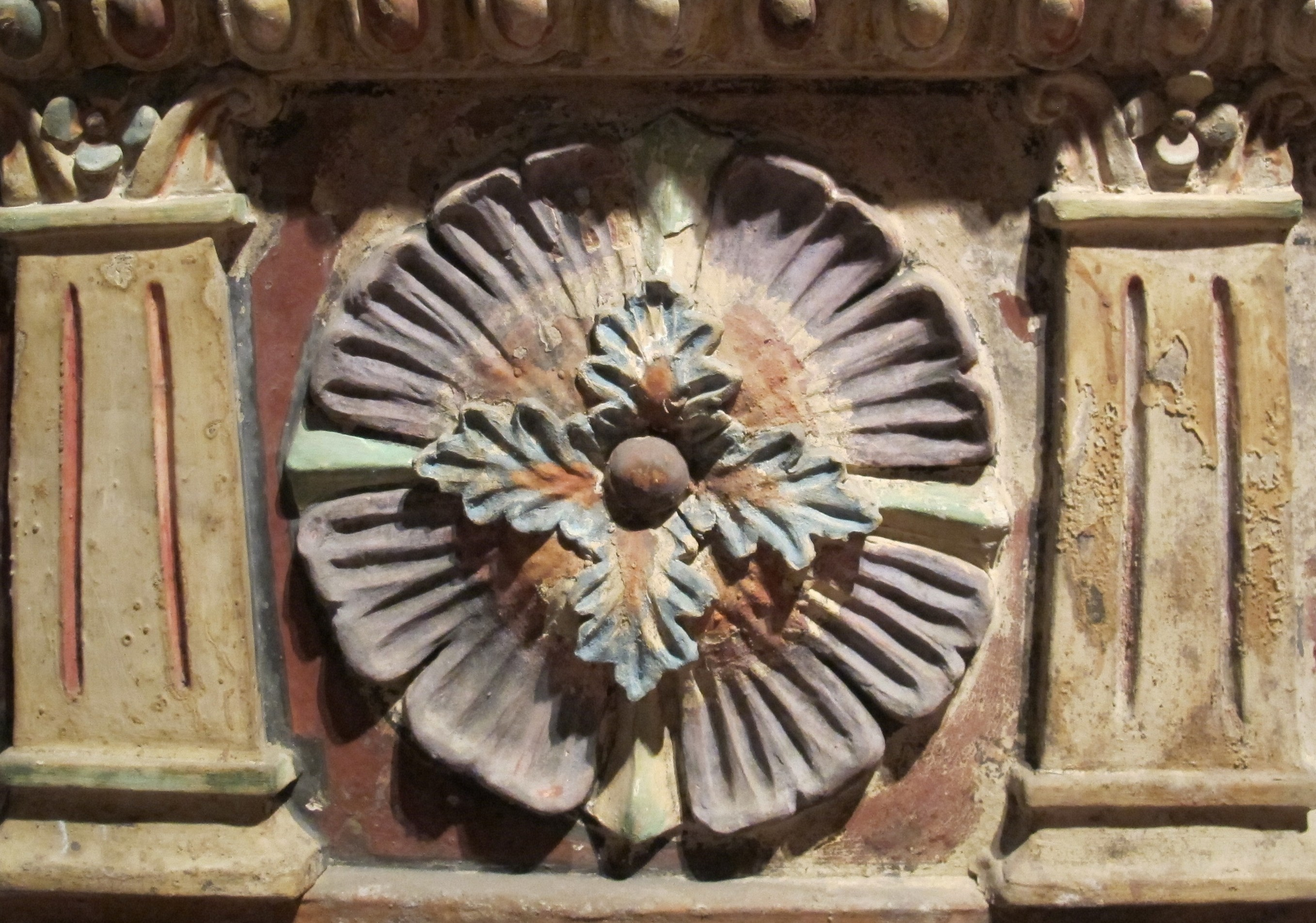
Rosette zwischen zwei Triglyphen

Der 1,64 m lange, 54 cm breite und insgesamt 1,05 m hohe Sarkophag wurde aus Terrakotta angefertigt und ist mit einer weißen Beschichtung überzogen, die Marmor imitieren soll. Diese Schicht war mit intensiven bunten Farben bemalt. Obwohl seit der Entdeckung die Farben weiter verblasst sind, kann man deren Überreste noch deutlich erkennen. Der Sarkophag ist auf der Frontseite durch fünf Triglyphen in vier Felder unterteilt, die abwechselnd mit Rosetten in den Farben lila und rot und zwei gelben Paterae verziert sind. Deckel und Sarkophag bestehen jeweils aus zwei Hälften. 

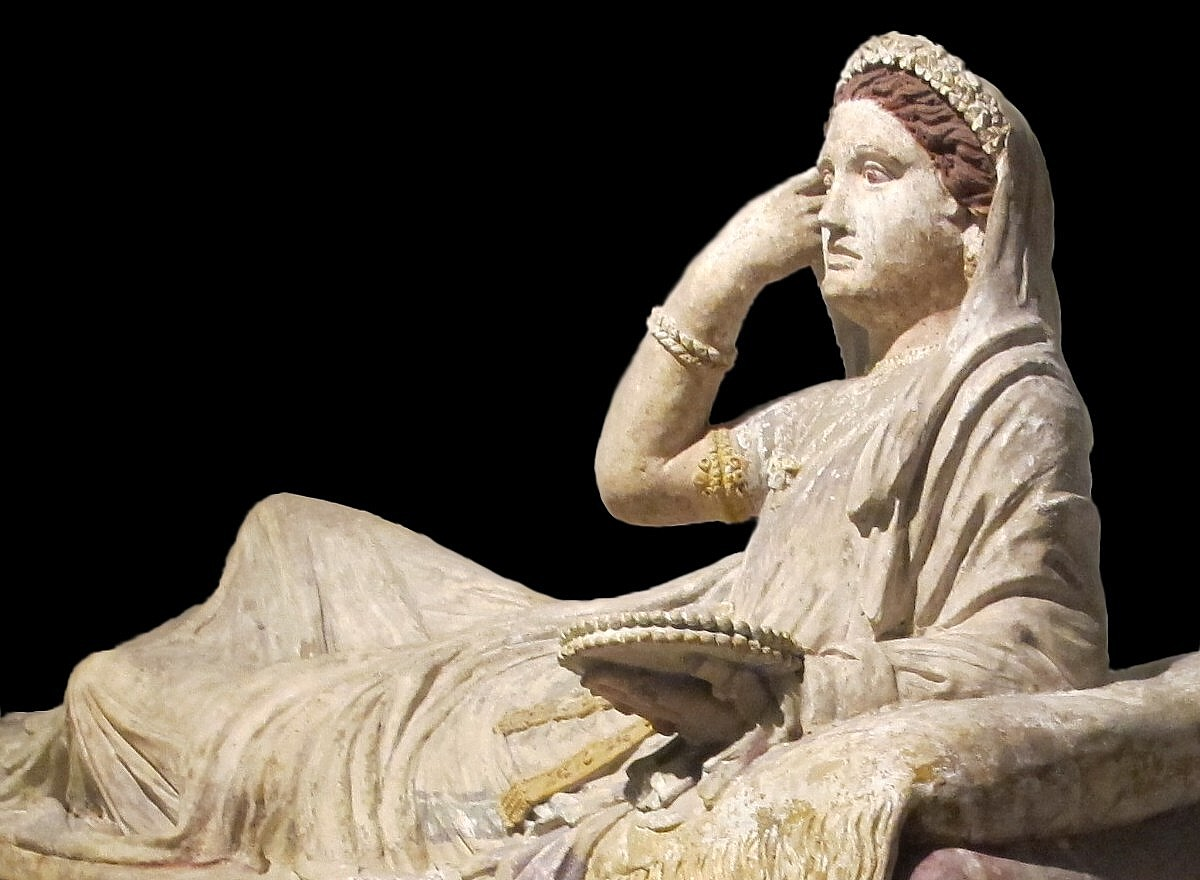
Seitenansicht der Terrakottafigur

Auf dem Sarkophag ist Larthia Seianti halb liegend als Frau mittleren Alters dargestellt. Sie stützt sich mit dem linken Arm auf zwei gestreifte Kissen mit langen Fransen. Ein Kissen ist gelb, das andere purpurrot, die Streifen sind jeweils weiß. Ihr Kopf ist mit einem Umhang bedeckt, den sie mit der rechten Hand zur Seite zieht. Sie hat kurze gewellte Haare, die Stirn und Schläfen umrahmen. Auf dem Kopf trägt sie ein mit Rosetten verziertes Diadem. Die roten Punkte in den Rosetten sollen wahrscheinlich Edelsteine darstellen.
In der linken Hand hält sie einen kreisförmigen Spiegel. Die reflektierende Oberfläche ist in blauer Farbe gestaltet, der Rahmen in gelber Farbe. Wie auch beim Schmuck soll hier die gelbe Farbe allem Anschein nach Gold imitieren. Am rechten Arm trägt sie zwei goldene Armreifen und an der linken Hand sechs Ringe mit karneolroten Fassungen. An ihren Ohren hängen wahrscheinlich mit Gold gefasste Bernsteine mit Eichelanhängern. Um den Hals gelegt hat sie eine breite Halskette und eine längere Kette mit einem Medusenhaupt als Anhänger.
Larthia Seianti trägt eine bodenlange Tunika und darüber eine dünne Stola, die Kopf, Schultern, Hüfte und Beine bedeckt. Die Tunika besitzt einen V-förmigen Ausschnitt mit farbigem Rand. Senkrecht wird die Tunika von einem breiten purpurnen Band zwischen zwei schmalen grünen Streifen begrenzt. Der Rest des Kleides scheint weiß zu sein. Um die Tunika ist knapp unterhalb der Brust ein geflochtener goldener Gürtel mit roten Verzierungen gebunden, dessen Enden als Zierde herabhängen. Unter der Tunika ragt ihr rechter Fuß hervor, der andere Fuß ist verdeckt, da sie das linke Bein abgewinkelt hält. Die Ledersandale an ihrem rechten Fuß hat eine rote Abdeckung mit einem grünen Steg, den man sich wohl aus Bronze bestehend vorstellen kann.

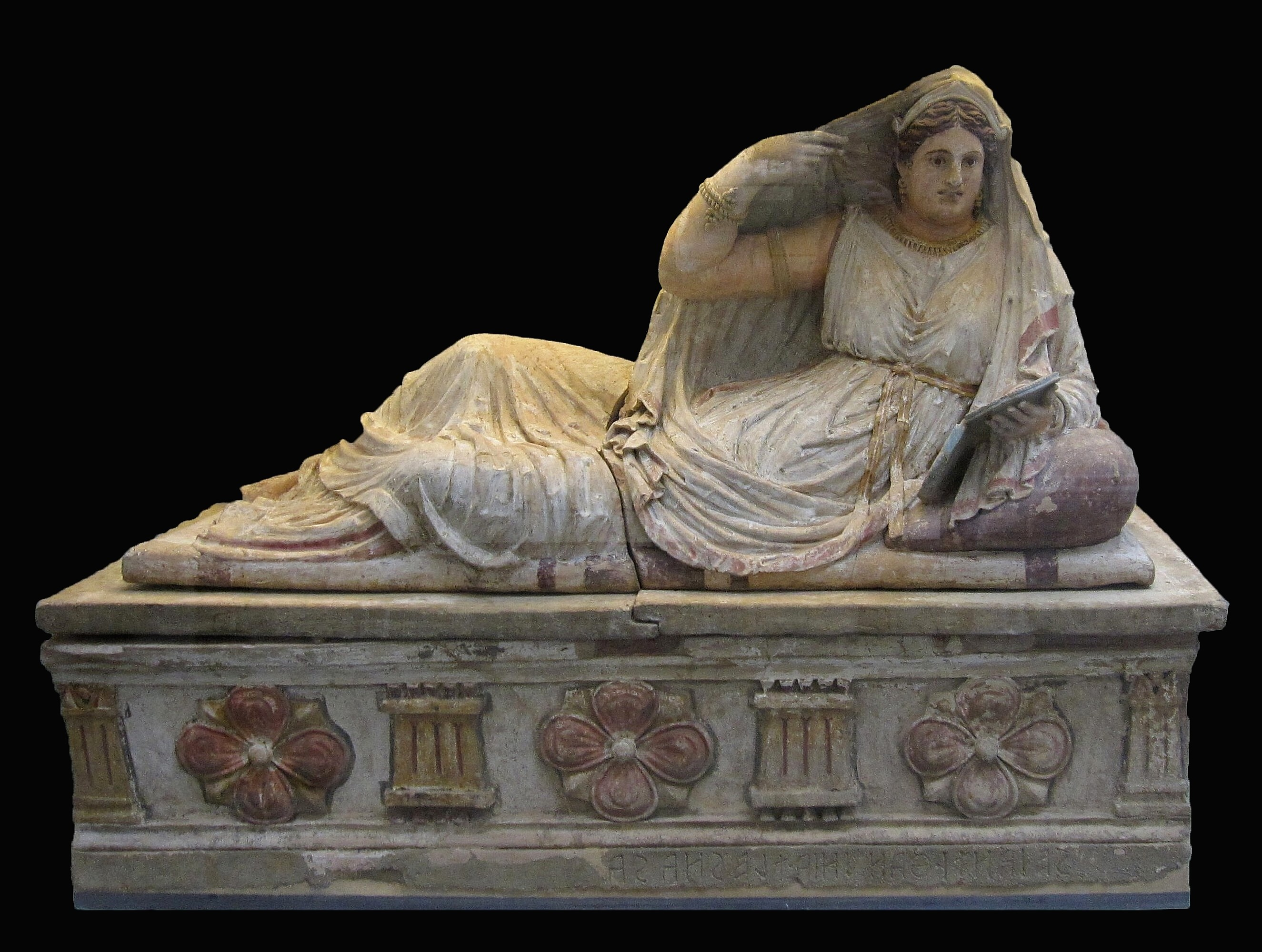
Sarkophag der Seianti Hanunia Tlesnasa

Der Sarkophag ähnelt hinsichtlich Stil und Technik dem Sarkophag der Seianti Hanunia Tlesnasa, der aus einem Einkammergrab nahe Chuisi stammt und sich heute im Britischen Museum von London befindet. Die Verstorbene ist in derselben Haltung und Kleidung dargestellt wie Larthia Seianti, aber ihr Körper ist üppiger und ihr Gesicht voller. Beide Personen entstammen wahrscheinlich derselben aristokratischen Familie. Die Konstruktion der Grabkammern und der Stil der darin gefundenen Kunstgegenstände weisen auf das 2. Jahrhundert v. Chr. hin. Ein Teil der neueren Forschung datiert beide Sarkophage auf etwa 150 v. Chr. Nach anderer Auffassung ist der Sarkophag der Larthia Seianti 20 bis 30 Jahre älter und stammt aus der Zeit zwischen 170 und 180 v. Chr.
Die beiden Seianti-Sarkophage sind im Vergleich zu anderen Terrakotta-Sarkophagen aus dieser Zeit ungewöhnlich fein gearbeitet und reich dekoriert. Die verwendeten Farben wie das sogenannte ägyptische Blau, von dem sich Reste auf dem Spiegel finden, waren kostbar und teuer. Die Bemalung von Sarkophagen war nicht die Regel, wie zahlreiche Exemplare aus der Umgebung belegen. Die Herstellung des Sarkophags erforderte großes handwerkliches Geschick, da die Figur und der Sarkophag aus insgesamt vier Teilen angefertigt wurden, die man nach dem Brennen zusammenfügte. Die Figur wurde von Hand gemacht, für die Verzierung des Sarkophags wurden wahrscheinlich Formen verwendet.

## Der Schmuck einer Braut

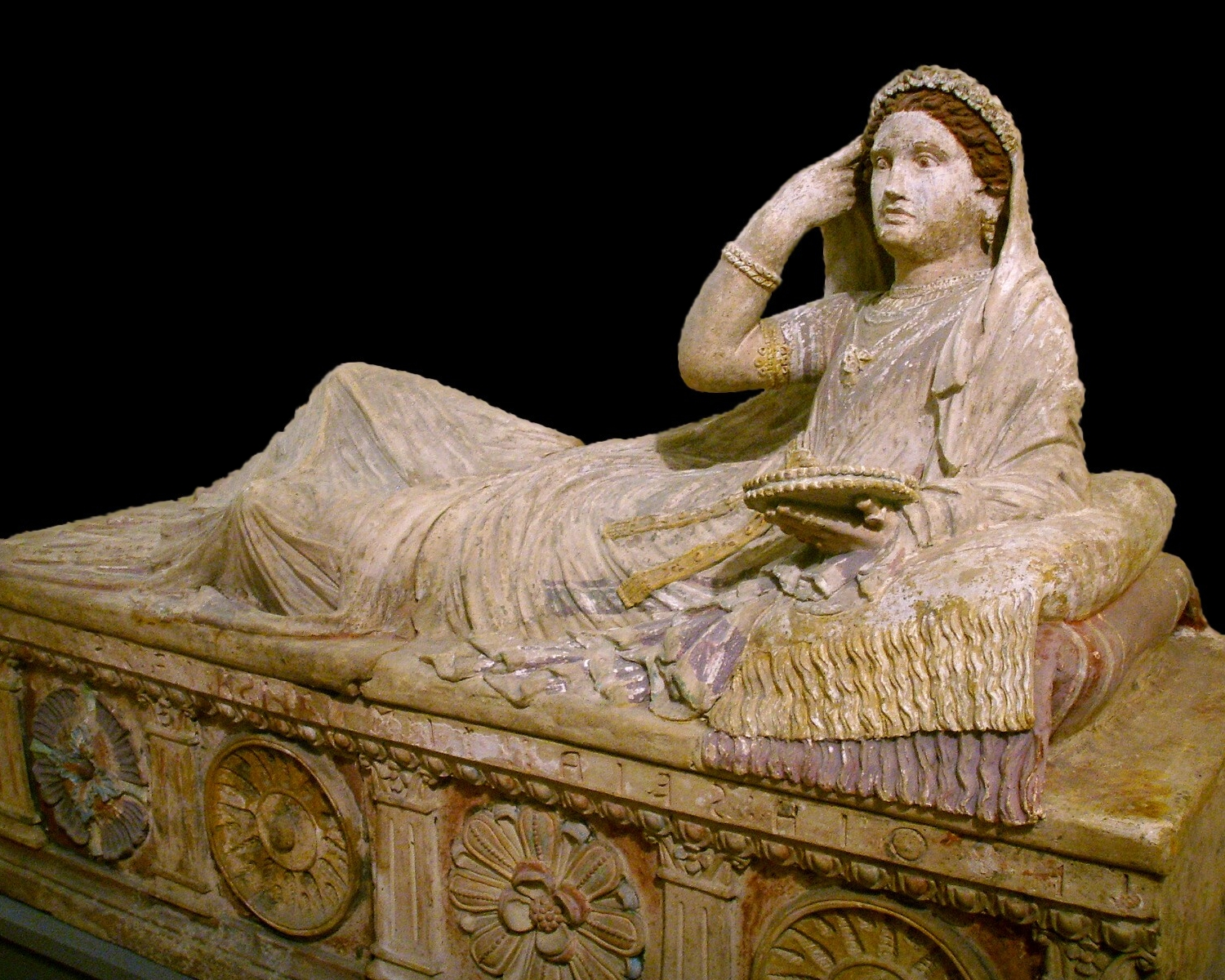
Larthia Seianti mit Brautschmuck

Bei den Etruskern konzentrierte sich ein wesentlicher Teil des künstlerischen Interesses an Schmuck tragenden Frauen auf die Darstellung von Bräuten. Heiratszeremonien waren eine wichtige Gelegenheit, um Bedeutung und Wohlstand der Familie durch Schmuck und Kleidung hervorzuheben. Schmuckgeschenke für die Braut waren in vielen antiken Kulturen üblich. Einige waren sicher Erbstücke, andere wurden von der Brautfamilie mit Verzierungen nach Familientradition neu hergestellt. So blieb die Bindung zur Brautfamilie erhalten, während die Braut der Familie ihres Mannes beigetreten ist. Andere Schmuckstücke könnten ein Geschenk des Bräutigams oder seiner Verwandten gewesen sein, als Zeichen dafür, dass die neue Frau in die Familie aufgenommen wurde. Daher kann man annehmen, dass Larthia Seianti als Braut dargestellt wird, da ihr Schmuck, darunter Armreife, Halsketten, Ringe und ein Diadem, einen so bedeutenden Teil ihrer Ausstattung ausmacht. Der geflochtene goldene Gürtel, mit einem Heraklesknoten bzw. Kreuzknoten verknotet, zählte in der Antike ebenfalls zu den Attributen einer Braut. 
Larthia Seiantis Schmuck repräsentiert Typen, die zu dieser Zeit im Mittelmeerraum verbreitet waren, und weist auf eine kosmopolitische Ästhetik hin, die in der spätetruskischen Zeit populär war. Die Etrusker erweiterten ihre Schmuckornamentik um hellenistische Formen, vielleicht auch weil die Etrusker angesichts der wachsenden römischen Präsenz stärkeren äußeren Einflüssen ausgesetzt waren.

## Die Darstellung als Porträt

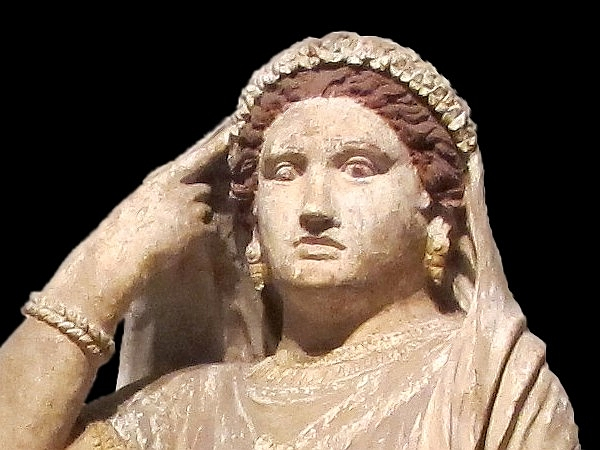
Kopf und Oberkörper der Figur

In der Entwicklung des Porträts kann man folgende Stadien unterscheiden: Der erste Impuls zum Porträt, der sich in seiner naivsten Form manifestiert, ordnet dem allgemeinen Bild einen bestimmten Namen zu. Das typologische Porträt versucht, den Status der abgebildeten Person (ein König, ein Krieger, ein Gott, eine Priesterin) und ihr Alter (jung, alt) anzugeben. Das physiognomische Porträt versucht die individuellen Merkmale der Person genau nachzuahmen und die körperhaften Merkmale wahrheitsgemäß wiederzugeben. Schließlich wird dem Porträt ein psychologischer Ausdruck gegeben, der den Charakter der Porträtierten widerspiegeln soll.
Bei der Figur der Larthia Seianti sind die Gesichtszüge und physiognomischen Merkmale kaum ausgeprägt. Die Charakterisierung des Gesichts scheint nicht über die generische Darstellung einer jungen Matrona hinauszugehen, die ihren Status und ihren Reichtum zur Schau stellt. Die Ähnlichkeit des Gesichts mit dem der Seianti Hanunia Tlesnasa spricht ebenfalls dafür, dass keine besondere Übereinstimmung zwischen der Verstorbenen und ihrem Abbild vorliegt. Die neuere Forschung geht daher überwiegend von einem einfachen typologischen Porträt aus.

## Die Inschriften auf dem Sarkophag

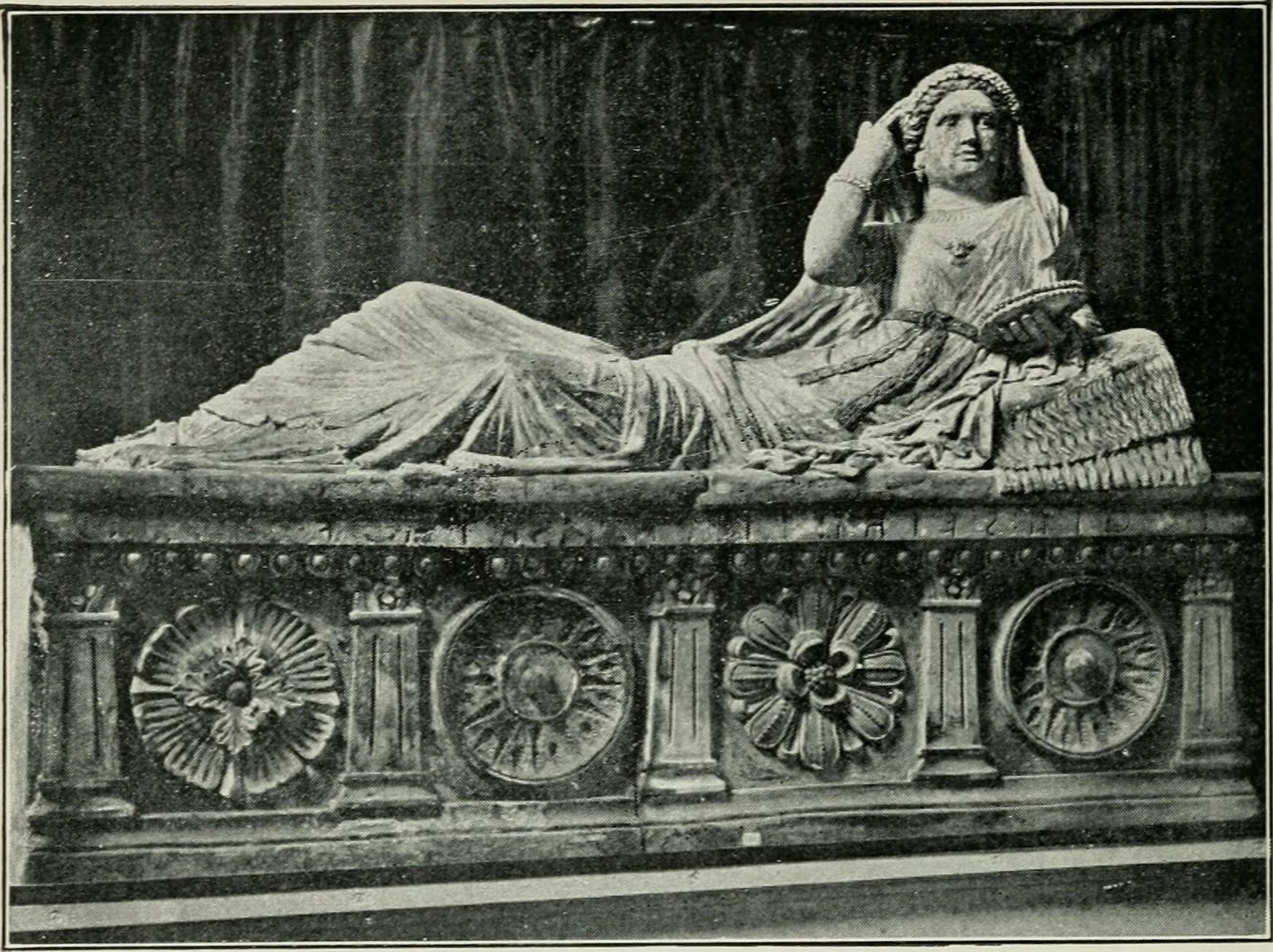
Fotografie des Sarkophags von 1910

Der Name von Larthia Seianti wurde auf dem oberen Sims vor dem Brennen eingedrückt. Später wurde die Gravur verputzt und ein Name darauf gemalt, der heute fast vollständig verschwunden ist und nicht entziffert werden kann. Entsprechend den etruskischen Schreibgewohnheiten sind die Buchstaben spiegelverkehrt und von rechts nach links angeordnet.
Gravur: LARTHIA:SEIANTI:S.....I:SVE...
Übermalung: ...TI....A:LAR...LISA:.......NIASA
Dies führt zu einer gewissen Unsicherheit hinsichtlich der Identität der hier beigesetzten Person. Die Gravur nennt wahrscheinlich den Namen der Frau, die hier zunächst bestattet werden sollte oder vielleicht den Sarkophag in Auftrag gab, ohne ihn zu benutzen. Der zweite Name könnte die Frau bezeichnen, die dann tatsächlich in diesem Sarkophag beigesetzt wurde, nachdem die erstgenannte aus unbekannten Gründen hier nicht bestattet worden war. Daher ist die wirkliche Beziehung zwischen der Verstorbenen, die in diesem Sarkophag beigesetzt wurde, und den anderen Personen aus dem Familiengrab nicht geklärt.

## Die Entdeckung des Grabes
1877 wurde 1 km nordöstlich von Chiusi in der Nekropole von Martinella das Mehrkammergrab der Familie Larcna entdeckt, in dem sich der Sarkophag der Larthia Seianti befand. Der Besitzer des Grabes und der einzige Mann, der dort zusammen mit vier Frauen begraben wurde, war Laris Larcna Cencual. Er wurde in einem schlichten, hausförmigen Sarkophag bestattet. Die Asche seiner ersten Frau Fasi Velui wurde in einer Urne aufbewahrt. Larthia Seianti war wahrscheinlich seine zweite Frau. Seianzi Viliana, die ebenfalls in einem Sarkophag bestattet wurde, galt zunächst als dritte Frau, wurde aber zuletzt überzeugender als Nichte des Patriarchen identifiziert. Die Vielfalt der Bestattungsarten und die unterschiedlichen Qualitäten von Urnen und Sarkophagen, die in einem einzigen Grab aufgefunden wurden, sind aufschlussreich. Larthia Seiantis Sarkophag war bei weitem der prächtigste und zusammen mit dem von Seianti Hanunia Tlesnasa ein letzter künstlerischer Höhepunkt in der Produktion von Sarkophagen für aristokratische Familien aus Chiusi.

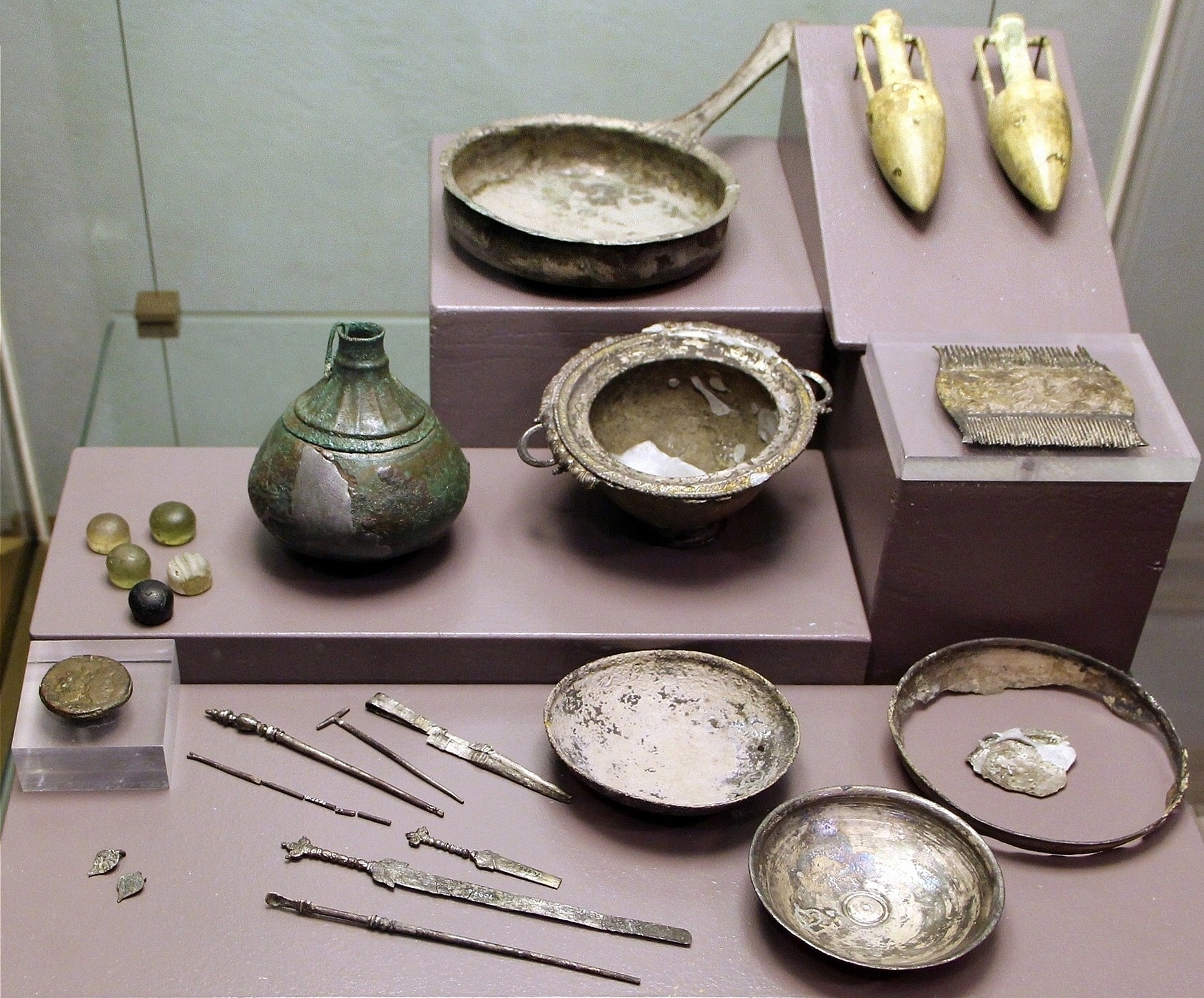
Grabbeigaben der Larthia Seianti

Die Grabbeigaben sind kostbar und zeugen von dem hohen Rang der Verstorbenen. Eine Sammlung von Toilettenartikeln und Miniaturgeschirr aus Silber, Glas, Alabaster und Bronze umgab den Sarkophag:
- Silber: 1 Pfanne; 1 Krater; 1 Doppelkamm; 3 Paterae; 3 Stifte; 1 Teelöffel für Kosmetik; 3 Nadeln (eine vielleicht ein Fragment einer Fibula); 1 Pinzette.
- Glas: 5 Spielsteine mit verschiedenen Farben.
- Alabaster: 2 Amphoren.
- Bronze: 1 Flasche.

Das Miniaturgeschirr repräsentiert das aristokratische Bankett, eine der typischen Manifestationen des Lebens der Wohlhabenden und wiederkehrendes Thema in den etruskischen Grabmalereien. Der besondere Wert des Metalls, mit dem diese Gegenstände hergestellt wurden, ist ein weiterer Beleg für den Reichtum der Verstorbenen. Ihre prunkvolle Ehrung über den Tod hinaus unterstreicht die besondere Rolle der Frau zumindest in der etruskischen Aristokratie. Etruskerinnen durften im Gegensatz zu Griechinnen auf der Kline mit am Tisch liegen und trugen im Gegensatz zu vielen Römerinnen der späten Republik einen eigenen Vornamen und häufig einen weiblichen Gentilnamen.
Im Inneren des Sarkophags wurde eine abgenutzte römische Münze gefunden, ein Uncia-As mit einem Januskopf auf der Vorderseite und einem Schiffsbug auf der Rückseite. Münzen dieser Art wurden zwischen 189 und 180 v. Chr. geprägt, so dass man von einer Grablegung der Verstorbenen zwischen 180 und 170 v. Chr. ausgehen kann. Die Münze war wahrscheinlich als Bezahlung für Charon gedacht, den Fährmann der Toten in die Unterwelt.
Erstmals Erwähnung fand die Entdeckung des Mehrkammergrabes 1879 in der Gazette archéologique: recueil de monuments pour servir à la connaissance et à l'histoire de l'art antique (Archäologische Zeitschrift: Sammlung von Denkmälern, die dem Wissen und der Geschichte von antiker Kunst dienen).

## Kulturgeschichtlicher Hintergrund

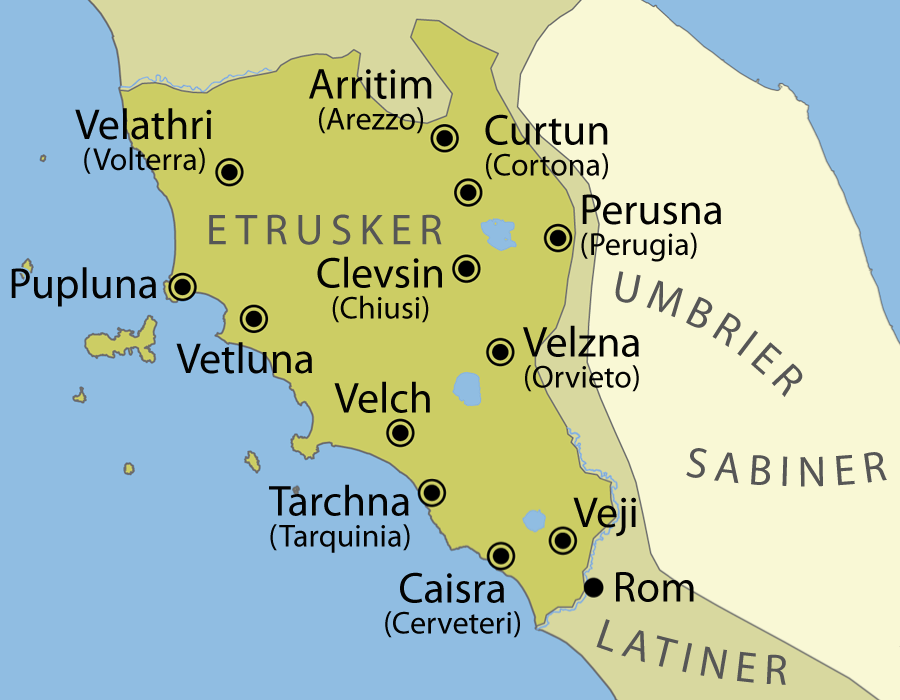
Karte des etruskischen Siedlungs- und Einflussgebiets mit den wichtigsten Städten

Das in Nordetrurien gelegene Chiusi (etruskisch Clevsin) war eine der bedeutendsten etruskischen Städte und zählte zu den ältesten Siedlungsgebieten der Etrusker. Sie gehörte dem Zwölfstädtebund an. Zu Beginn des 3. Jahrhunderts v. Chr. war die Gegend um Chiusi Schauplatz der Kämpfe der Römern gegen Gallier, Etrusker und Umbrer (Schlacht von Sentinum). Die Familie Seianti stammte vielleicht ursprünglich aus dem nahegelegenen Sentinum und könnte nach der Schlacht von dort nach Chiusi geflüchtet sein. Mit dem Bau der Via Cassia geriet Chuisi unter römischen Einfluss, konnte aber seine aristokratisch-oligarchische Ordnung aufrechterhalten. Auch die Familie Seianti war offenbar noch sehr wohlhabend, da sie die Gräber ihrer Verstorbenen so prächtig ausstatten konnte. Die Sarkophage zählen zu den letzten genuin etruskischen Kunstschöpfungen. Bereits 150 Jahre später hatte sich die etruskische Kultur im Zuge der Romanisierung vollständig aufgelöst, Sprache und Kunst waren untergegangen.